# Jennings Lodge, Oregon
Jennings Lodge là một khu thống kê trong Quận Clackamas, Oregon, Hoa Kỳ giữa Milwaukie và Gladstone. Vì mục đích thống kê, Cục điều tra dân số Hoa Kỳ đã định nghĩa Jennings Lodge là một nơi ấn định cho điều tra dân số (CDP). Định nghĩa của cục điều tra dân số về khu vực này có thể không chính xác tương đương với khu vực có cùng tên được biết đến trong địa phương. Theo điều tra dân số năm 2000, tổng dân số của khu thống kê này là 7.036 người.

## Lịch sử
Theo sách Địa danh Oregon, Jennings Lodge được đặt nền móng như một thị trấn vào năm 1905 và được đặt tên của Berryman Jennings, một người tiên phong của Oregon. Một trong những người con của ông vẫn còn làm chủ ngôi nhà Jennings vào năm 1927.

## Địa lý
Jennings Lodge nằm ở vị trí 45°23'31" Bắc, 122°36'44" Tây (45.391842, -122.612117)1, dọc theo Sông Willamette.
Theo Cục điều tra dân số Hoa Kỳ, khu thống kê này có tổng diện tích 1,7 dặm vuông Anh (4,4 km²) trong đó đất chiếm 1,6 dặm vuông (4,2 km²) và nước chiếm 0,1 dặm vuông (0,3 km²) hay 5,85%.